# Marathon van Parijs 1981
De marathon van Parijs 1981 werd gelopen op zondag 24 mei 1981. Het was de zesde editie van deze marathon. Het parcours liep langs de Seine.
De Amerikaan Ron Tabb en de Brit David Cannon kwamen bij de mannen samen als eersten over de finish in 2:11.44. De Française Chantal Langlacé won bij de vrouwen in 2:48.24.
In totaal finishten 7003 lopers de wedstrijd.

## Uitslagen

### Mannen
| rang  | naam                 | land | tijd    |
| ----- | -------------------- | ---- | ------- |
| Goud  | Ron Tabb             | USA  | 2:11.44 |
| Goud  | David Cannon         | ENG  | 2:11.44 |
| Brons | Jacques Boxberger    | FRA  | 2:15.09 |
| 4     | Jean-Pierre Crochon  | FRA  | 2:15.36 |
| 5     | Roland Marquet       | FRA  | 2:20.52 |
| 6     | Maurizio Durante     | ITA  | 2:22.29 |
| 7     | Jean-Luc Lemire      | ITA  | 2:22.35 |
| 8     | Michel Bigot         | ITA  | 2:22.42 |
| 9     | Hernandez Amado      | ITA  | 2:23.04 |
| 10    | Jean Olivier Bourbon | ITA  | 2:24.14 |

### Vrouwen
| rang | naam             | land | tijd    |
| ---- | ---------------- | ---- | ------- |
| Goud | Chantal Langlacé | FRA  | 2:48.24 |

1976 ·
1977 ·
1978 ·
1979 ·
1980 ·
1981 ·
1982 ·
1983 ·
1984 ·
1985 ·
1986 ·
1987 ·
1988 ·
1989 ·
1990 ·
1991 ·
1992 ·
1993 ·
1994 ·
1995 ·
1996 ·
1997 ·
1998 ·
1999 ·
2000 ·
2001 ·
2002 ·
2003 ·
2004 ·
2005 ·
2006 ·
2007 ·
2008 ·
2009 ·
2010 ·
2011 · 
2012 · 
2013 ·
2014 ·
2015 ·
2016 ·
2017